# Petőfibányai Kopasz-hegy
Petőfibányai Kopasz-hegy este o arie protejată (arie specială de conservare — SAC, sit de importanță comunitară — SCI) din Ungaria întinsă pe o suprafață de 25,4 ha, integral pe uscat.

## Localizare
Centrul sitului Petőfibányai Kopasz-hegy este situat la coordonatele 47°46′20″N 19°42′17″E / 47.772222°N 19.704722°E.

## Înființare
Situl Petőfibányai Kopasz-hegy a fost declarat sit de importanță comunitară în mai 2004 pentru a proteja 2 specii de plante. Situl a fost protejat și ca arie specială de conservare în februarie 2010.

## Biodiversitate
Situată în ecoregiunea panonică, aria protejată conține 3 habitate naturale: Tufărișuri subcontinentale peripanonice, Pajiști stepice subpanonice, Pajiști uscate seminaturale și facies de acoperire cu tufișuri pe substraturi calcaroase (Festuco-Brometalia) (* situri importante pentru orhidee).
La baza desemnării sitului se află mai multe specii protejate de  plante (2): Echium russicum, Thlaspi jankae.
Pe lângă speciile protejate, pe teritoriul sitului au mai fost identificate 6 specii de plante, 1 specie de nevertebrate.